# 카키하라 테츠야
카키하라 테츠야(柿原 徹也 1982년 12월 24일 ~)는 독일 뒤셀도르프 출신의 일본 남성 성우이다. Zynchro 소속이다.
대표작은 마법소녀 리리컬 나노하 시리즈 (그라프 아이젠, 레반틴, 스트라다), 천원돌파 그렌라간 (시몬), 강철의 라인배럴 (하야세코이치) 등.

## 내력
- 혈액형은（RH-）AB라는 희귀한 형.
- 말할 수 있는 것은 독일어, 영어, 일본어 3개 국어 뿐이라고 한다.
- 주로 히어로역, 열혈 캐릭터역, 조역을 연기하는 일이 많다.
- 제 1회 성우 어워드 신인 남우상을 수상
- 특기는 마술, 사교댄스, 스노우보드
- 2인 남매로 초극도의 시스콤이다.
- 본인이 출연하고 있는 강철의 라인배럴에서 라디오에서 인터넷에서 <<변태왕자>>라고 검색하면 3번째에 나온다고 한다.

## 출연 작품
2003년
- 마부라호 (게스트)

2004년
- 네포스 나포스 (티모)
- 똑바로 가자 (학생들)
- 선생님의 시간 (코로쨩)

2005년
- 신비한 별의 쌍둥이 공주 (브라이트)
- 마법소녀 리리컬 나노하 A's (레반틴, 그라프아이젠, 랜디)

2006년
- 신비한 별의 쌍둥이 공주 꼬옥! (브라이트)
- 프린세스 프린세스 (유타카 미코토)

2007년
- Over Drive (관객)
- ZOMBIE-LOAN (라이카)
- 천원돌파 그렌라간 (시몬)
- 드라고너츠 더 레조너스 (타치바나 카즈키)
- 프리즘 아크（하야웨이)
- 마법소녀 리리컬 나노하 StrikerS (레반틴, 그라프아이젠, 스트라다)
- 미나미가 (후지오카)

2008년
- 칸나기 (아키바 메구루)
- 강철의 라인배럴 (하야세 코이치)
- 순정 로맨티카2（친구）
- 20면상의 딸 (고로)
- 미나미가 ~한 그릇 더~ (후지오카)
- 마크로스F (파일럿)
- MAJOR 4th season（타카하시）
- 공의 경계 제5장 모순나선 (엔죠 토모에)

2009년
- 강철의 연금술사 BROTHERHOOD (케인 휴리)
- 메탈베이블레이드 (효우마)
- 미나미가 ~어서와요~ (후지오카)
- 블리치 (지오 베가)
- 샹그리라 (후루카와, 메두사)
- 세인트 세이야 더 로스트 캔버스 명왕신화 (텐마)
- 페어리 테일 (나츠 드라그닐)

2010년
- 공주로 변신! 동화틱 아이돌 리틀프릿 (크리스 / wish)
- 기동전사 건담 UC (안젤로 자우퍼)
- 누라리횬의 손자 (시마 지로)
- 망가지기 시작한 오르골 (케이치로)
- 회장님은 메이드 사마! (아라타케 고우키)
- 디지몬 크로스워즈 (모가미 료마)

2011년
- 모시도라 (아사노 케이치로)
- 미츠도모에 증량중 (가치 블루)
- 청의 엑소시스트 (아마이몬)
- 도그 데이즈 (가울 갈레트 데 로아)
- C (센노지 코우)
- 디지몬 크로스워즈 ~시간을 달리는 소년 헌터들~ (모가미 료마)
- 토리코 (톰)

2012년
- BRAVE10 (사루토비 사스케)
- 마기 (연홍패)

2013년
- 혈액형에 관한 간단한 고찰 (AB형)

2017년
- 기동전사 건담 디 오리진V: 격돌 루움 전투

2018년
- 기동전사 건담 디 오리진 Ⅵ: 탄생 붉은 혜성

2019년
- 앙상블 스타즈! (아케호시 스바루)

2020년
- 무효와 로지의 마법률상담사무소 2기 (히무카이 요이치)
- A3! (유키시로 아즈마)

### 극장판 애니메이션
2023년
- 극장판 여성향 게임의 파멸 플래그밖에 없는 악역 영애로 환생해버렸다... (키스 클라에스)

2025년
- 킹 오브 프리즘 -유어 엔드리스 콜- 모두 빛나라! 프리즘 투어즈 (미하마 코지)

### 게임
- 프린세스 프린세스 공주들의 위험한 방과후 (유타카 미코토)

2004년
- 이리스의 아틀리에 이터널 마나 (크레인 키스링크)
- Quest of D (남자 워스4)

2005년
- 록맨 제로 4 (펜리 루나에지)
- 코로케!DS 천공의 용자들 (겔텐)

2006년
- 이리스의 아틀리에 그란판타즘 (파지젤 크로네)
- 록맨 젝스 (펜리 루나엣지)
- 버틀러즈 ~召しませ 아가씨~ (크리스 블레어) : 魁皇楽 명의
- 성검전설4 (엘디)

2007년
- DEAR My SUN!! ~아들★육성★광소곡 (시도 라이토(진면목계))

2008년
- BLAZBLUE : Calamity Trigger (진 키사라기/하쿠멘)
- 방과후는 백은의 조사로 (이즈미 유토)
- 프리즘 아크 -AWAKE- PS2판 (하야웨이)
- 환상게임 주작이문 (스보시, 아미보시)
- 유성의 록맨3 (아카즈키 시도, 헌터VG)
- 모노크롬 팩터 cross road (타치바나 이사무)
- 방과후는 백은의 조사로 ~급급여율령~ (이즈미 유토)
- 테일즈 오브 하츠 (싱 메테오라이트)
- 환상수호전 티아크라이스 (리우)

2009년
- 러브 루트 제로 KissKiss☆라비린스 (쿠로에 카즈야)
- 가넷 크레이들 (사이렌지 리히토)
- 완드오브포츈 (라기 엘 나길)
- 단죄의 마리아(크라우스 에어하르트)

2010년
- BLAZBLUE : Continuum Shift (진 키사라기/하쿠멘)
- 완드오브포츈 ~미래로의 프롤로그~ (라기 엘 나길)
- 영웅전설 제로의 궤적 (로이드 바닝스)
- Corpse party BloodCovered ...Repeated Fear (모리시게 사쿠타로)
- 절대미궁그림 ~일곱개의 열쇠와 낙원의 소녀~ (빨간 모자)
- 연애번장 인생은 짧다, 소녀여 사랑하라! Love is Power (소악마번장)
- GARNET CRADLE sugary sparkle（사이렌지 리히토）

2011년
- AMNESIA (신)
- BLAZBLUE : Continuum Shift II (진 키사라기/하쿠멘)
- BLAZBLUE : Continuum Shift EXTEND (진 키사라기/하쿠멘)
- Corpse party Book of Shadows (모리시게 사쿠타로)
- 완드오브포츈2 ~시공에 가라앉는 묵시록~ (라기 엘 나길)
- 영웅전설 벽의 궤적 (로이드 바닝스)
- 월화요란 ROMANCE (유키야나기 카케루)

2012년
- AMNESIA LATER (신)
- BRAVE10 (사루토비 사스케)
- CRASH! (아카마츠 슌페이)
- DOG DAYS' (가울 갈레트 데 로와)
- K (아돌프 K 바이스만)
- 기동전사 건담 AGE (딘 아논)
- 마츠모토 레이지 「오즈마」 (삼 코인)
- 명탐정 코난
- 세인트 세이야 (류호)
- 스마일 프리큐어! (브라이언 테일러)
- 연애번장2 Midnight Lesson!!!(소악마번장)

2013년
- AMNESIA (신)
- BLAZBLUE ALTER MEMORY (진 키사라기)
- 로그 호라이즌 (룬델하우스)
- 마계왕자 devils and realist (카미오, 사역마)
- 마오유우 마왕용사 (각인왕)
- 미나미가 ~다녀왔어~ (후지오카)
- 서번트×서비스 (타나카 죠지)
- 신이 없는 일요일 (키리코 수브레스카)
- 우주전함 야마토 2199 (노런 오셰트)
- 청전유승 Numer0nSaga (이오)
- 크레용 신짱 (유조)
- 팔견전 (이누즈카 시노)
- 팔견전 2기 (이누즈카 시노)
- 프리티 리듬 레인보우 라이브 (미하마 코우지)

2015년
- 앙상블 스타즈! (아케호시 스바루)

## 라디오
- 프린세스 프린세스 RADIO 후지모리학원A to Z (후쿠야마 준와 같이 진행자 (아니메이트TV：2006年4月27日 - 2006年9月21日)
- 온센 돌파 그렌라간（이노우에 마리나、코니시 카츠유키와 같이 진행자 (온센：2007년3月 - 11月）
- PASH!でDASH! 월요일까지 60분（카에다 유키와 같이 진행자 (라디오 칸사이：2007年4月8日 - 2009年3月29日）
- 가키하라 데쓰야의 초 라지!ラジ!（BS디지털 라디오 ：2007년3월13일 - 2007년8월29일、(초!A&G+：2007년9월4일 - 2007년9월25일）
- 라디오 천원돌파 그렌라간 (이노우에 마리나와 같이 진행자. 분카방송, (라디오 오사카：2008년2월2일 - 2010년7월3일）
- 도쿄 아니메 센터RADIO（마츠키 미유와 같이 진행자 (분카방송：2008년4월2일 - 2009년3월25일）
- 강철의 라인배럴 (노토 마미코와 같이 진행자 (아니메이트TV：2008年5月30日 - 2009年7月24日）
- FAIRY TAIL Web라디오『마도사 길드 방송국 너무한 소서러!』 (히비키 라디오 스테이션 : 2011年2月11日 - )
- 카키하라 테츠야・ 모리카와 토시유키의 BRAVE10 on the radio (초!A&G+, 히비키 라디오 스테이션：2011년12월10일 - ）